# Camajuaní
Camajuaní es un municipio y ciudad ubicada al noreste de la provincia de Villa Clara, en Cuba. 
El lema en su escudo que diseñó en 1880 el pintor, periodista y patriota José de la Cruz Vidal Caro dice "Labor Prima Virtus" (El trabajo es la primera virtud).
Su fundación fue una consecuencia natural del establecimiento en ese lugar de una estación ferroviaria por parte de la empresa Ferrocarriles Unidos de Caibarién, en 1864, constituyéndose como importante centro de cultivo e industrialización de la caña de azúcar. 
Constituye el quinto municipio con mayor extensión territorial y el cuarto en cuanto a población dentro a nivel de la provincia.

## Toponimia
Acerca del origen del nombre del municipio, existen dos versiones, la más aceptada es que el vocablo Camajuaní es de origen indígena, y que significa: aguas claras o corrientes cristalinas.
La otra versión -más pintoresca pero menos aceptada- cuenta que antes este territorio poseía escasas viviendas y un solo hospedaje cuyo propietario era un emigrante chino conocido como Juaní, a quien sus huéspedes potenciales le decían: ¡Cama, Juaní!.

## Límites
Sus límites son los siguientes:
- al norte: con el Océano Atlántico y la bahía de Buena Vista.
- al este: con los municipios con Caibarién y Remedios.
- al sur: con los municipios de Placetas y Santa Clara.
- al oeste: con los municipios de Cifuentes, Encrucijada y Santa Clara.

Se ubica entre los vértices de coordenadas siguientes: 
- Extremo Norte, X: 638 650; Y: 325 550 (Desembocadura del río Sagua la Chica, conocida por bahía de Buena Vista).
- Extremo Este, X: 645 620 y Y: 297 200 (Poblado rural de Carolina).
- Extremo Sur, X:630 700 , Y: 282 350 (Caserío Santa Clarita).
- Extremo Oeste, X: 615 850 Y: 296 050 (Intercepción del río Ochoa con el camino del crucero de Margot a Las Margaritas).

## Barrios y poblados
Está dividido en los barrios Cabecera, Sabana, Salamanca, Santa Clarita y Santa Fe.
Entre sus poblados más importantes están: Vueltas, Taguayabón, Vega Alta, La Luz, Luis Arcos Bergnes, Vega de Palma y La Quinta.

## Historia

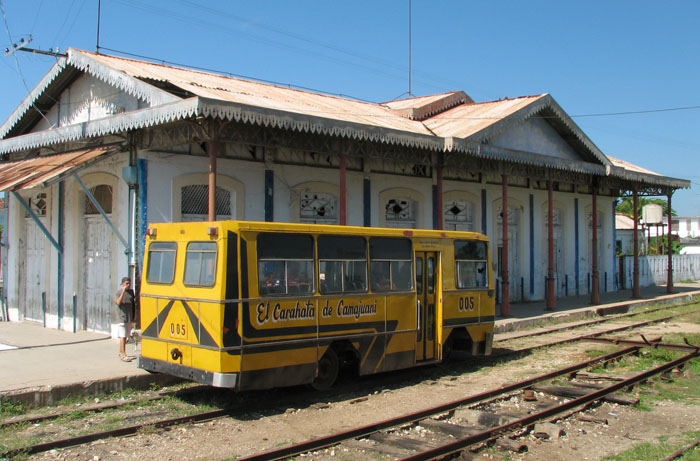
Edificio de la antigua estación de tren.

Los principales asentamientos de las comunidades aborígenes en la fase pescadores-recolectores se han localizado en la margen oriental de río Sagua la Chica, próximo a su desembocadura en las cuevas de las lomas del Palenque, la cueva Elías, Taguayabón, Níspero y Vega de Palma.
Las primeras noticias de su existencia datan del año 1703, según consta en actas del cabildo remediano, donde ya se habla del corral de Camajuaní.
En 1819 se decidió construir en Caibarién un nuevo puerto para reemplazar al que se encontraba en Tesisco. Desde ese momento comenzaron a llegar pobladores que constituyeron una pequeña aldea. 
En 1832 se diseñó el plano y se comenzó a construir el pueblo, que fue fundado formalmente en 1841.
El 1 de enero de 1871 se le concedió el título de villa y el 1 de enero de 1879 se constituyó el Ayuntamiento. Su primer alcalde fue Hipólito Escobar Martelo.
A mediados del siglo XIX obtuvo su auge económico a expensas de la industria azucarera. Entre 1850 a 1865 se construyeron 35 ingenios. En la década del 1860, se fomentó el cultivo del tabaco y la elaboración de puros.

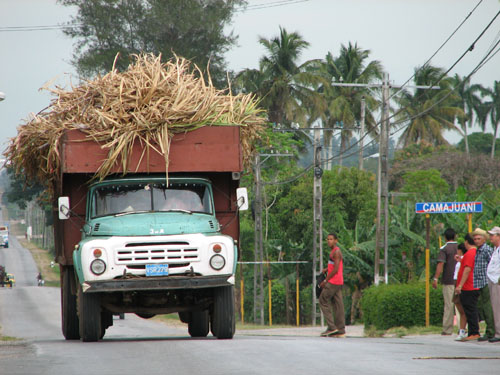
Camión transportando caña de azúcar en Camajuaní.

El 14 de febrero de 1869 un grupo de patriotas encabezados por el venezolano Salomé Hernández, se alzan en el ingenio “Dos Hermanos”. Durante ese año, los principales combates fueron: 
- 16 de febrero, combate de Manaquitas.
- 15 de marzo, destrucción del Ingenio "Gesoria".

También se destaca el ataque a la tienda de Otero, el 7 de junio de 1875.
Otros alzamientos ocurrieron durante el año 1895: 
- 25 de abril, en Vega Alta dirigido por el brigadier Juan Bruno Zayas y Alfonso.
- 15 de junio, por Rafael Casallas Monteagudo.
- 20 de junio, por el coronel Leoncio Vidal Caro.
- 15 de julio, en La Sabana por Ladislao Machado Vidal.
- 25 de septiembre, en el propio Camajuaní por Casimiro Nayas Serrano.

La calle real que le atraviesa, es la vía principal de acceso a la cayería norte, donde 45 km de pedraplén fueron construidos sobre el mar (basado su proyecto en un viejo plano donde el expresidente Gerardo Machado pretendía unir el territorio nacional con Cayo Hueso).

## Geografía

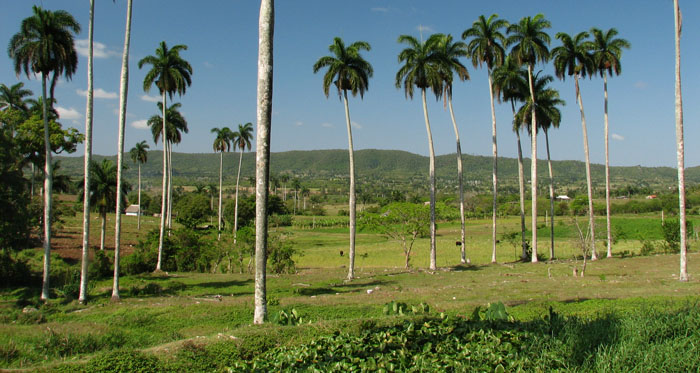
Valle de Camajuaní.

En el territorio predomina la llanura, con rasgos fluviomarinos; es un paisaje erosionado con algunas alturas residuales intercaladas con valles. 
Su costa baja y pantanosa es bañada por el canal de San Nicolás. 
La geología de la región está de determinada por la "Facie Camajuaní", señalándose además formaciones de cretáceo, paleógeno y cuaternario. 
Su principal recurso hídrico es el río Camajuaní, afluente del Sagua la Chica, ambos aportan el agua, que determina la fertilidad de sus valles.

## Economía
Las actividades principales son la producción e industrialización de la caña de azúcar y tabaco, este último destacado por su excelente calidad.
En los años 1990, se inicia el auge de la industria del ron y de los embutidos para la exportación. 
También, destaca en la producción de calzado de alta calidad, que abastece a la mayoría del país.

## Tradiciones
Camajuaní es rico en tradiciones, tanto en el área urbana como en la zona rural. Su gente gusta de apreciar y practicar distintas manifestaciones artísticas y culturales. 
Son muy acogidas las Parrandas de Camajuaní entre los barrios que compiten en los bandos Chivos y Sapos. Estas son fiestas populares carnavalescas que datan desde 1890 y fueron oficialmente autorizadas el 6 de enero de 1894. Según registros e investigaciones realizadas en los últimos años, el barrio "Chivos" destaca por encima de su rival en cuanto a sus monumentales carrozas y apoyo en general, mientras que el bando "Sapos" sobresale por su artillería de fuegos artificiales.
Las parrandas camajuanenses constituyen una huella imborrable de tradición e historia, son la expresión artística más alta a través de más de un centenario, es por ello que además de su valor y el legado histórico dejado por los antecesores, constituyen una exquisita obra de arte para el disfrute y desarrollo de la cultura local. 
Además, se celebran cultos religiosos africanos de origen congo en la zona de "La Loma" y los bembé en "La Ceiba", según las fechas religiosas que se festejan tradicionalmente en el país. 
En el Reparto "Minerva" aún conserva tradiciones de la décima y música del folclor mexicano, así como en "Arroyo Frío" y "El Níspero" se efectúan las fiestas de tradiciones campesinas.